# Португеза Сантиста
«Португеза Сантиста» — бразильский футбольный клуб из города Сантус, штата Сан-Паулу. В настоящий момент клуб выступает во втором дивизионе Лиги Паулиста. Клуб основан 20 ноября 1917 года выходцами из Португалии. Домашние матчи команда проводит на стадионе «Улрико Мурса», вместимостью 10 000 зрителей.

## Достижения
- Победитель турнира начала чемпионата Паулиста: 1929 (LAF)